# Isaiah Stewart
Isaiah Stewart II (ur. 22 maja 2001 w Rochester) – amerykański koszykarz, jamajskiego pochodzenia, występujący na pozycjach silnego skrzydłowego lub środkowego, obecnie zawodnik Detroit Pistons.
W 2019 wystąpił w trzech meczach wschodzących gwiazd − McDonald’s All-American, Jordan Brand Classic, Nike Hoop Summit. W tym samym roku został też nagrodzony tytułem zawodnika roku amerykańskich szkół średnich (Mr. Basketball USA, Naismith Prep Player of the Year) oraz zaliczony do I składu USA Today's All-USA.

## Osiągnięcia
Stan na 24 lutego 2022, na podstawie, o ile nie zaznaczono inaczej.
NCAA
- Zaliczony do I składu:
  - Pac-12 (2020)
  - najlepszych pierwszorocznych Pac-12 (2020)
  - turnieju Diamond Head Classic (2020)
- Najlepszy pierwszoroczny zawodnik kolejki Pac-12 (9.12.2019, 23.12.2019, 30.12.2019, 6.01.2020)

NBA
- Zaliczony do II składu debiutantów NBA (2021)[4]
- Finalista miniturnieju Clorox Rising Stars (2022)[5]

Reprezentacja
- Mistrz świata U–17 (2018)